# Scirrhia seriata
Scirrhia seriata är en svampart som beskrevs av Syd., P. Syd. & E.J. Butler 1911. Scirrhia seriata ingår i släktet Scirrhia, ordningen Capnodiales, klassen Dothideomycetes, divisionen sporsäcksvampar och riket svampar.   Inga underarter finns listade i Catalogue of Life.